# Pneumothorax mixta
Pneumothorax mixta műtéti eljárás.

## Leírása
A TBC műtéti eljárással történő gyógyításakor használt eljárás.
A megtámadott tüdőrész felett eltávolították a bordákat, ezáltal ez a beteg tüdőrész nyugalomba került, a cavernák (üregek) bezáródtak. Később a beteg tüdőlebeny eltávolítása is lehetségessé vált. A második világháború után kezdtek megjelenni a TBC gyógyszerei, de a műtéti megoldásokra jelenleg is gyakran kerül sor.

## Kidolgozója
A tüdőlebenyek eltávolítását hazánkban elsőként Sebestény Gyula végezte el.

## Külső hivatkozás
- Magyar Mellkassebészeti Társaság honlapja